# يوليوس دانيلز
يوليوس دانيلز (بالإنجليزية: Julius Daniels)‏ هو كاتب أغاني وموسيقي أمريكي، ولد في 20 نوفمبر 1901 في دنمارك في الولايات المتحدة، وتوفي في 18 أكتوبر 1947 في تشارلوت في الولايات المتحدة.

## وصلات خارجية
- يوليوس دانيلز على موقع ميوزك برينز (الإنجليزية)
- يوليوس دانيلز على موقع ديسكوغز (الإنجليزية)